# Phyciodes montana
Phyciodes montana är en fjärilsart som beskrevs av Hans Hermann Behr 1863. Phyciodes montana ingår i släktet Phyciodes och familjen praktfjärilar. Inga underarter finns listade i Catalogue of Life.